# مديرية تيمبورونغ
مديرية تيمبورونغ هي مديرية في بروناي، بلغ عدد سكانها 8,852 نسمة وذلك حسب إحصائيات سنة 2011، عاصمتها Bangar, Brunei ‏، تبلغ مساحتها 1,304 كيلومتر مربع.

## التقسيمات الإدارية
تنقسم المديرية لـ 5 مقاطعات فرعية (بالملايوية: mukim، مقيم)‏، تضم 90 قرية (بالملايوية: kampung، كامبونغ)‏.
| المنطقة (مقيم)   | المركز    | المساحة | السكان (إحصاء 2016) | التقسيمات |
| ---------------- | --------- | ------- | ------------------- | --------- |
| Mukim Amo ‏       | آمو       | 542 كم² | 2،144 نسمة          | 14 قرية   |
| Mukim Bangar ‏    | بنغار     | 113 كم² | 2449 نسمة           | 23 قرية   |
| Mukim Batu Apoi ‏ | باتو أبوي | 222 كم² | 1،635 نسمة          | 22 قرية   |
| Mukim Bokok ‏     | بوكوك     | 136 كم² | 3،433 نسمة          | 18 قرية   |
| Mukim Labu ‏      | لابو      | 292 كم² | 290 نسمة            | 13 قرية   |